# Melittosmithia froggattiana
Melittosmithia froggattiana är en biart som först beskrevs av Cockerell 1905.  Melittosmithia froggattiana ingår i släktet Melittosmithia och familjen korttungebin. Inga underarter finns listade i Catalogue of Life.